# بيلا رامزي
بيلا رامزي (بالإنجليزية: Bella Ramsey)‏ هي ممثلة بريطانية، ولدت في نوفمبر 2003 في المملكة المتحدة. اشتهرت بدور فتاة نبيلة شابة تُدعى ليانا مورمونت في مسلسل الخيال التلفزيوني "صراع العروش" (2016-2019) على قناة إتش بي أو، ودور إيلي في مسلسل "آخرنا" الدرامي لما بعد نهاية العالم على قناة إتش بي أو (2023-). وقد رُشّحتا لجائزة إيمي برايم تايم وجائزة غولدن غلوب عن هذا الأخير.
أدت رامزي دور ميلدريد هابل في مسلسل "الساحرة الأسوأ" على قناة سي بي بي سي عام 2017، وأدّت صوت الشخصية الرئيسية في مسلسل الرسوم المتحركة "هيلدا" (2018-2023) على نتفليكس، وشاركت في بطولة الفيلم الكوميدي التاريخي "كاثرين كولد بيردي" عام 2022. وقد نالت عن هذا الأخير ترشيحًا لجائزة اختيار النقاد لأفضل ممثلة شابة.

## أعمال

### أفلام
- (2018) هولمز وواطسون

## وصلات خارجية
- الموقع الرسمي
- بيلا رامزي على موقع IMDb (الإنجليزية)
- بيلا رامزي على موقع ميتاكريتيك (الإنجليزية)
- بيلا رامزي على موقع روتن توميتوز (الإنجليزية)
- بيلا رامزي على موقع ألو سيني (الفرنسية)
- بيلا رامزي على موقع أول موفي (الإنجليزية)
- بيلا رامزي على موقع قاعدة بيانات الفيلم (الإنجليزية)